# EHOME
EHOME — профессиональная китайская киберспортивная команда, выступавшая в дисциплине Dota 2.

## История
EHOME E-sports club был основан в марте 2004 года.

### Defense Of The Ancients
DotA подразделение было создано в 2007 году, после того, как они подписали команду под тегом HTML. Впервые на международном уровне они стали известны в 2008 году, выиграв WCG Asia 2008 в Сингапуре.
Вскоре после этого команду покинуло сразу два участника, а именно «2009» и «LongDD». В ходе трансферов из другой DotA команды CaNt к EHOME присоединились два новых члена: «820» и «357». Далее, из-за отсутствия результатов команду покинули «GK» и «Snoy», на их место были приглашены «Dai» с «Ronaldo», последний из которых, впрочем, достаточно быстро ушёл из EHOME. Перестановки продолжились и после этого: на роли саппорта в команду стал играть «DGC», но он не нашел общего языка с другими членами и покинул команду.
Вскоре к команде присоединились «KingJ» и «BurNIng», в результате чего некоторым игрокам пришлось сменить роли. Такие изменения пошли команде на пользу и они выиграли турнир ESWC, после чего заняли второе место на ESTC. Помимо этого, команда принимала участие во множестве других турниров по DotA.
После таких ошеломительных результатов команду покинули «KingJ» и «BurNIng». На их место пришли «LongDD» и «Lanm», в результате чего они не смогли занять призовые места на многих турнирах, за исключением DMT.

### Dota 2
В дисциплине Dota 2 на The International 2011 команда EHOME заняла второе место, несмотря на то, что из-за очередных замен вместо «LongDD» играл «Crystal». Несмотря на это, команда была неспособна оставаться конкурентоспособной на китайской DotA-сцене и вскоре распалась.
В апреле 2012 команда возобновила своё существование с составом, состоящим из «KingJ», «357» и «Dai», спустя месяц из TongFu в EHOME переходит «Lanm», который при этом нарушил условия контракта. В мае команда получает приглашение на The International 2012, где занимают 5-6 место. Однако в сентябре «PCT», позже, в октябре, «357» и «Dai», а также «KingJ» заявляют о своем уходе из команды. 23 ноября 2012 команда официально распалась.
7 января 2015 EHOME официально возрождают состав. В него вошли малайзийские игроки «Mushi» и «Ohaiyo», а также «Inflame», «DDC» и «Zyf». В марте «Mushi» и «Ohaiyo» создали малайзийский состав команды EHOME.my, а на их место были приглашены «Lanm» и «rOtK». Вскоре EHOME закрыли EHOME.my и их игроки стали выступать под названием Team Malaysia. С мая в составе EHOME выступает «Cty» из Team DK, а за Team DK, в свою очередь, «Inflame». После неудачного выступления на турнире Shanghai Major в марте 2016 года «Cty» и «rOtK» покидают состав команды EHOME.
10 марта 2023 года, после скандала с договорными матчами, EHOME объявила о закрытии Dota-подразделения организации.
| Страна          | Ник             | Полное имя      | Роль                | Присоединился   |
| Основной состав | Основной состав | Основной состав | Основной состав     | Основной состав |
| --------------- | --------------- | --------------- | ------------------- | --------------- |
| Флаг Малайзии   | mks-            | Вон Сим Ан      | Керри               | 13 декабря 2022 |
| Китай           | Night           | Пань Шуайфан    | Мидлейнер           | 13 декабря 2022 |
| Флаг Малайзии   | xiaoyu          | Ли Цянь Юй      | Хардлейнер          | 13 декабря 2022 |
| Китай           | Salad           | Тан Сяолей      | Частичная поддержка | 13 декабря 2022 |
| Китай           | Lww             | Лю Вэйвэй       | Полная поддержка    | 13 декабря 2022 |
| Запасной состав |                 |                 |                     |                 |
| Китай           | 圣子华炼        | Чжун Люйшуай    | Чжун Люйшуай        | 10 января 2023  |

## Достижения
| Место | Турнир                           | Место проведения | Дата                      | Призовые  |
| 2011  | 2011                             | 2011             | 2011                      | 2011      |
| ----- | -------------------------------- | ---------------- | ------------------------- | --------- |
| 2     | The International 2011           | Кёльн            | 17—21 августа             | 250 000 $ |
| 2     | Electronic Sports World Cup 2011 | Париж            | 21—25 октября             | 6000 $    |
| 2012  |                                  |                  |                           |           |
| 5—6   | The International 2012           | Сиэтл            | 26 августа — 2 сентября   | 35 000 $  |
| 2015  |                                  |                  |                           |           |
| 9—12  | Dota 2 Asia Championships        | Шанхай           | 5 января — 9 февраля 2015 | 45 863 $  |
| 2     | MarsTV 2015 Chinese League       | online           | 7—21 мая                  | 20 000 $  |
| 2016  |                                  |                  |                           |           |
| 1     | MarsTV Dota 2 League 2016 Winter | Уси              | 27—31 января              | 124 900 $ |